# Stirexephanes latimodjongis
Stirexephanes latimodjongis là một loài tò vò trong họ Ichneumonidae.